# オレカ・07
オレカ・07は、2017年の国際自動車連盟（FIA）およびフランス西部自動車クラブ（ACO）のLMP2規定に沿って、オレカによって製造されたル・マン・プロトタイプである。
2017年、国際モータースポーツ協会（IMSA）のウェザーテック・スポーツカー選手権の開幕戦であるデイトナ24時間レース、および同年のFIA 世界耐久選手権（WEC）のシルバーストン6時間耐久レースでデビューを果たした。2015年に投入されたオレカ・05の後継車となる。LMP2クラスでは、圧倒的なシェアを誇る。
複数のワークス・プライベーターへのOEM供給がされたり、LMP2以外の別規定に合わせた改変を施されて投入されたりしており、それらのバリエーションも含めて本記事では記述する。

## 開発

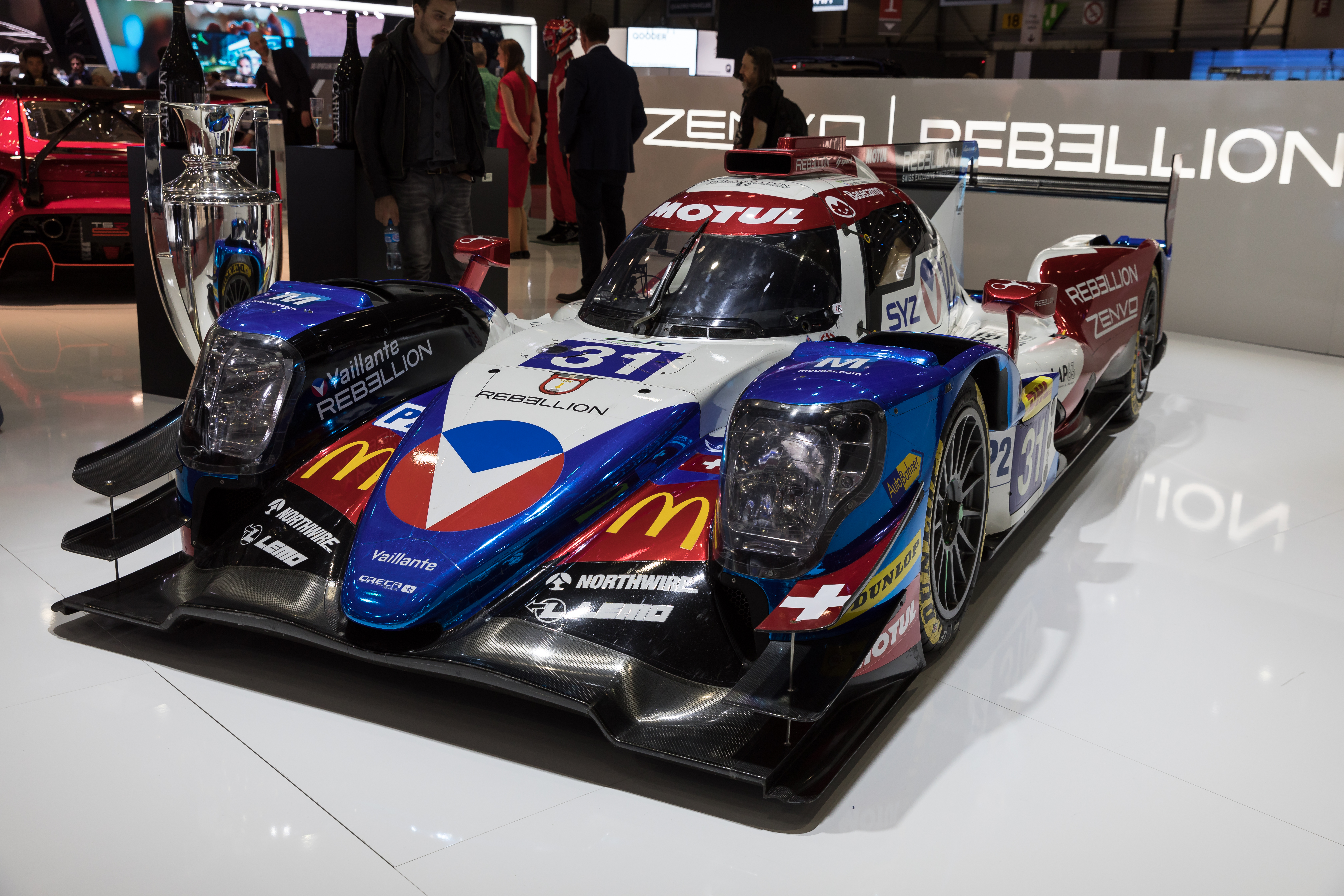
LMP2クラストロフィーと、レベリオン・レーシングのオレカ・07

開発準備は、オレカ・05の開発にまで遡る。オレカ・05は、2017年からWEC LMP2クラスの新しい技術ルールを考慮して開発された。オレカは、オレカ・05のパフォーマンスから知識を得て、新しい車を開発することを決定し、先代をベースにしている。オレカの目標は、エネルギーとリソースの使用に焦点を当てることにより、パフォーマンスを最大化することだった。この戦略を使用して、実績のある先代に基づいて車を製造するだけでなく、チームがコストの範囲内でオレカ・05を更新できるようにすることにした。オレカ・07のシャーシは主に05をベースにしており、モノコックにはあまり焦点を当てていない。オレカ・07の内部には、ギブソン・GK428 V8エンジンが搭載されている。
マシンは、2016年10月下旬にポール・リカール・サーキットで最初のシェイクダウンテストを実施した。
2022年4月末までに、バリエーションモデルを含む90を超えるオレカ・07シャーシが生産されている。

## アルピーヌ・A470

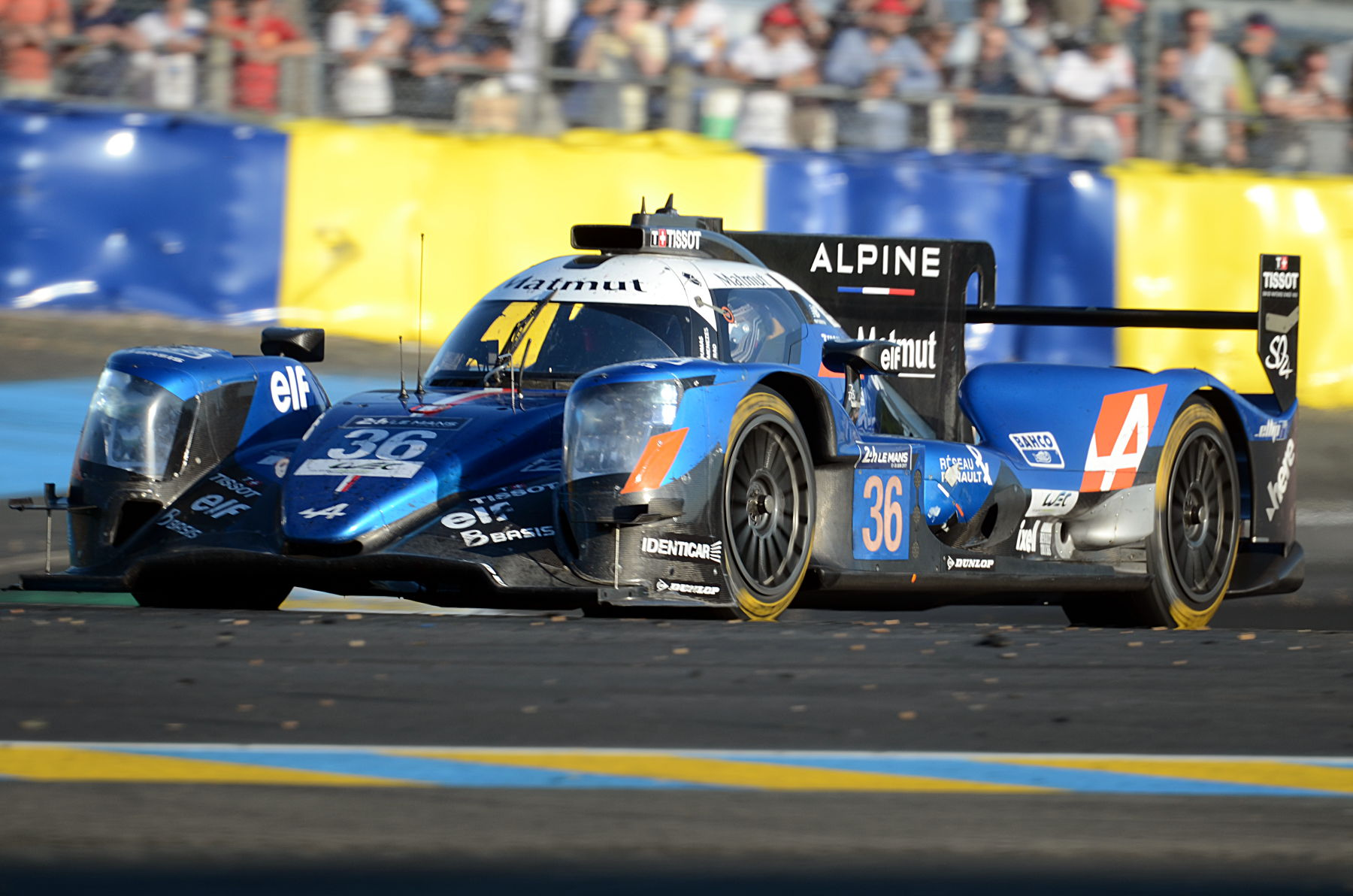
シグナテック・アルピーヌ・マットムート、アルピーヌ・A470

フランスの自動車メーカー、アルピーヌはWECで、シグナテック・アルピーヌ・マットムート（2019-20年シーズンは、チーム名の末尾を「エルフ」に変更して参戦）としてアルピーヌ・A470で参戦した。この車は技術的にはオレカ・07と同じで、バッジネームでアルピーヌブランドを使用している。これは、アルピーヌが2016年WECのLMP2クラスで優勝した、アルピーヌ・A460の後継車。

## アキュラ・ARX-05

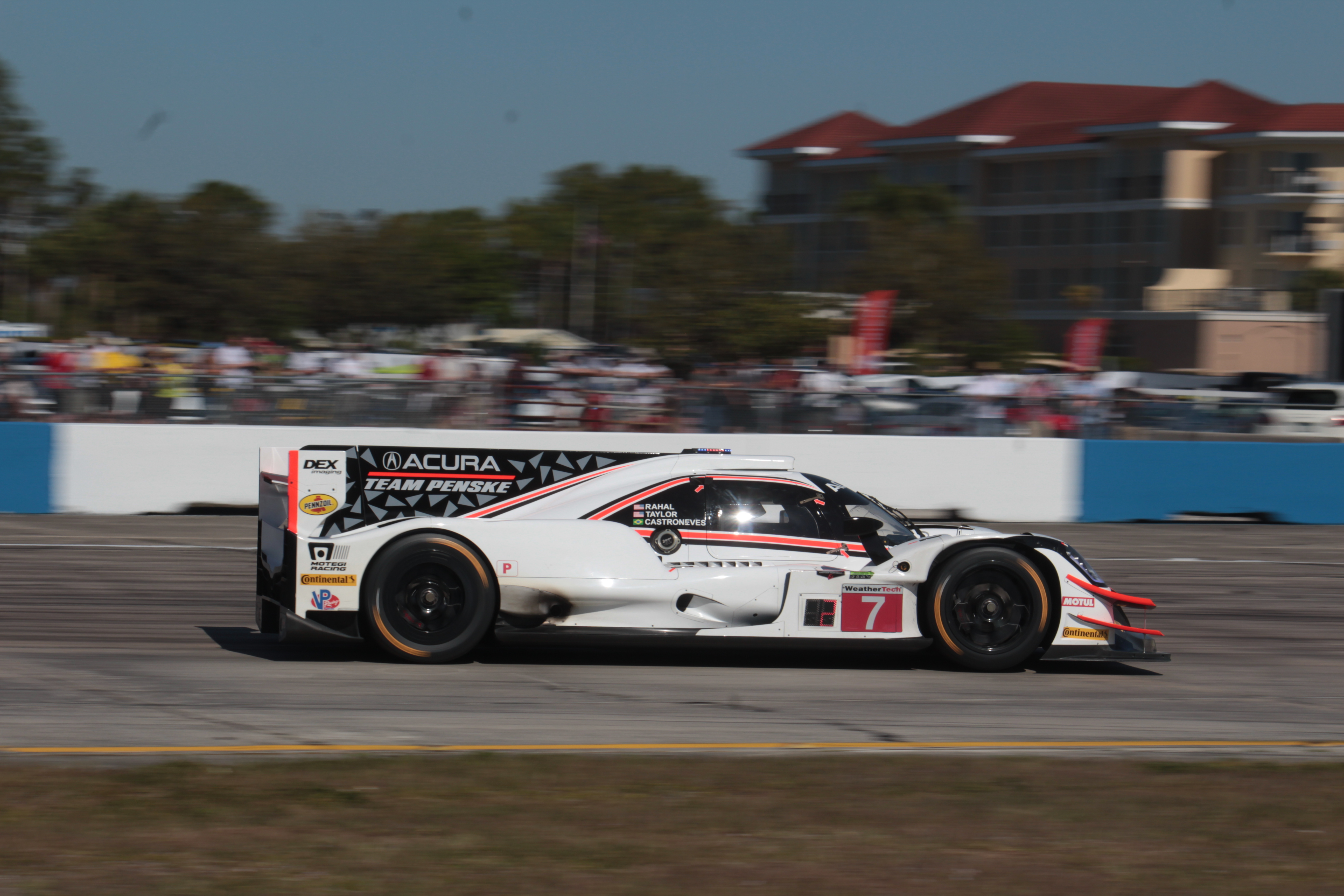
アキュラ・ARX-05

バリエーションモデルのアキュラ・ARX-05は、IMSAウェザーテック・スポーツカー選手権のDPiクラス用に製作され、2018年から投入された。マシンはホンダ・パフォーマンス・ディベロップメント（HPD）とオレカと共同で開発された。エンジンは生産車ベースの3.5L V6ツインターボのアキュラ・AR35TTを搭載する。またアキュラ固有のボディワークが含まれる。
2018年からチーム・ペンスキーが2台の車をエントリーした。2019年には6号車（デイン・キャメロン/ファン・パブロ・モントーヤ組）が、翌2020年には僚友の7号車（リッキー・テイラー/エリオ・カストロネベス組）がDPiクラスのチャンピオンを獲得した。2021年から、ウェイン・テイラー・レーシングとメイヤー・シャンク・レーシングが1台ずつ参戦している。

## アウルス・01
G-ドライブ・レーシングは、2017-18年はオレカ・07で参戦したが、ロシアの自動車メーカー、アウルスは2019年にG-ドライブと提携して、「アウルス・01」としてブランド名を変更し、ヨーロピアン・ル・マン・シリーズでレースを行った。この車は技術的にはオレカ・07と同じで、バッジネームでアウルスのブランドを使用している。

## レベリオン・R13

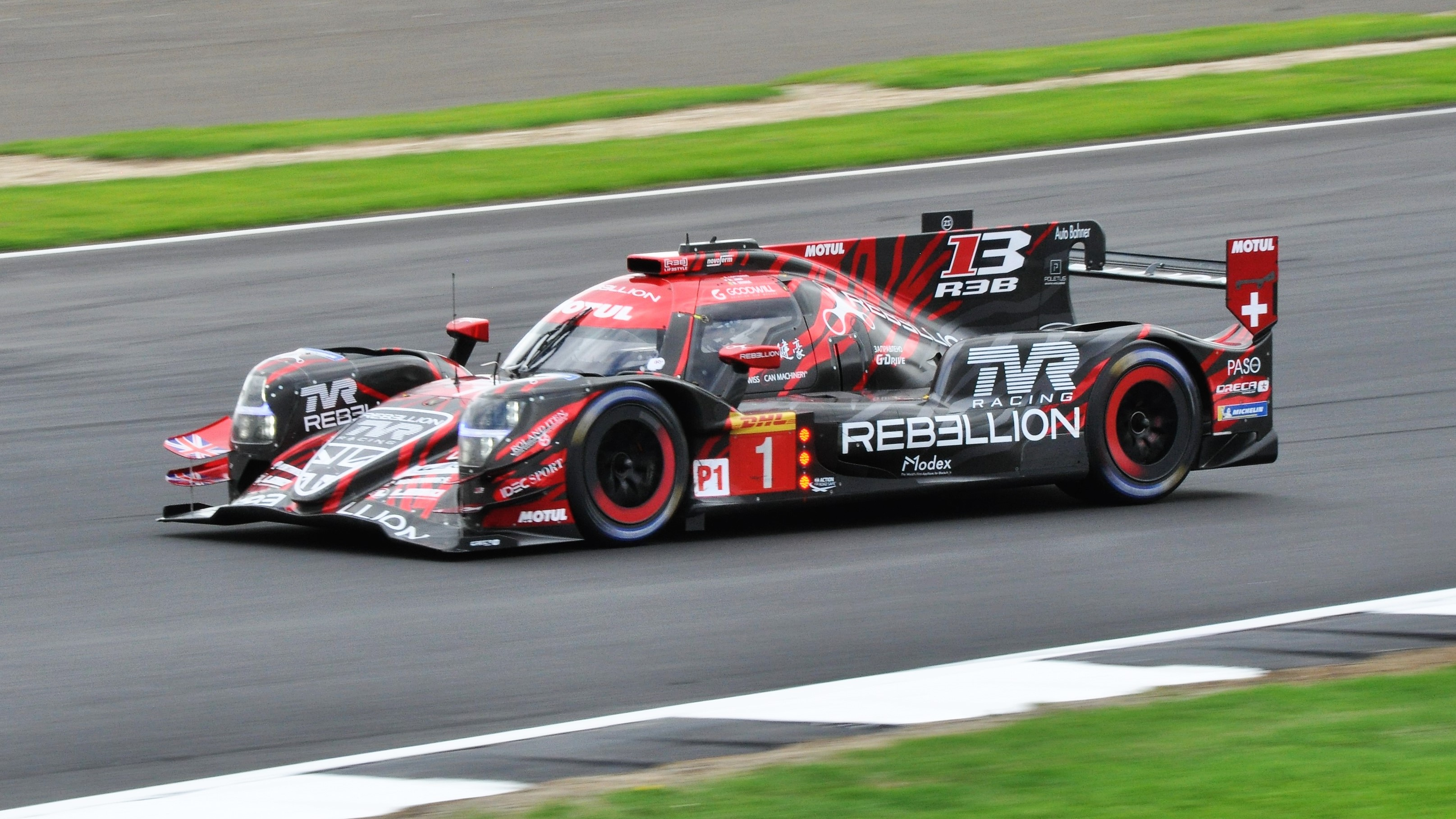
レベリオン・R13

レベリオン・R13は2018年、オレカ・07をベースにWECのLMP1クラスに参戦するために製作された、ル・マン・プロトタイプ。レベリオン・R-Oneと同様にオレカとレベリオン・レーシングが共同制作し、エンジンはギブソン・GL458を搭載するバリエーションモデルである。

## アルピーヌ・A480

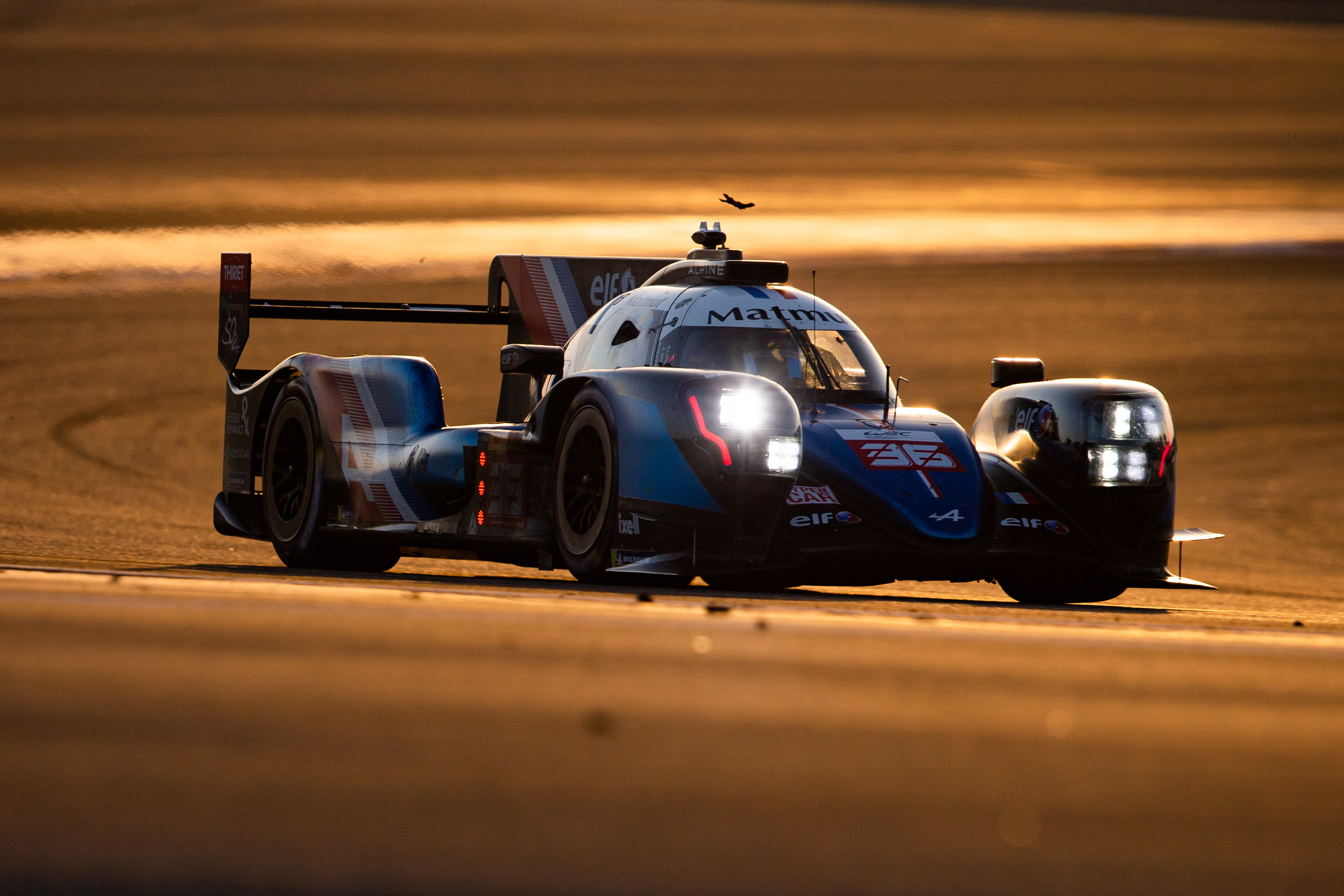
アルピーヌ・A480

アルピーヌはシグナチュール・チームと組み、2021年からWECの最高峰クラスとなる「ハイパーカー」（LMH）クラスに従来のLMP1（ノンハイブリッド）車両が2021,22年限りエントリーできることを活かし、2020年にレベリオン・レーシングが走らせていたマシン「R13」を引き継ぐ形でLMHクラスに参戦する。車名は「アルピーヌ・A480」となる。2021年からのWECのLMHクラスの特徴の1つで、参加車両の同等性を確保するためのバランス・オブ・パフォーマンス（BoP）の追加がある。BoPシステムの結果、2021シーズンの出場車両のシーズン前テストとして機能したスパでのプロローグに先立ち、A480の車両重量は930kgに増加し、ピーク出力は603bhp（450kW）に減少した。